# Museo Rodin (Filadelfia)
Il Museo Rodin è un museo d'arte di Filadelfia, negli Stati Uniti d'America. Esso è dedicato ad Auguste Rodin e raccoglie una delle più grandi collezioni di opere dello scultore al di fuori della Francia.

## Storia

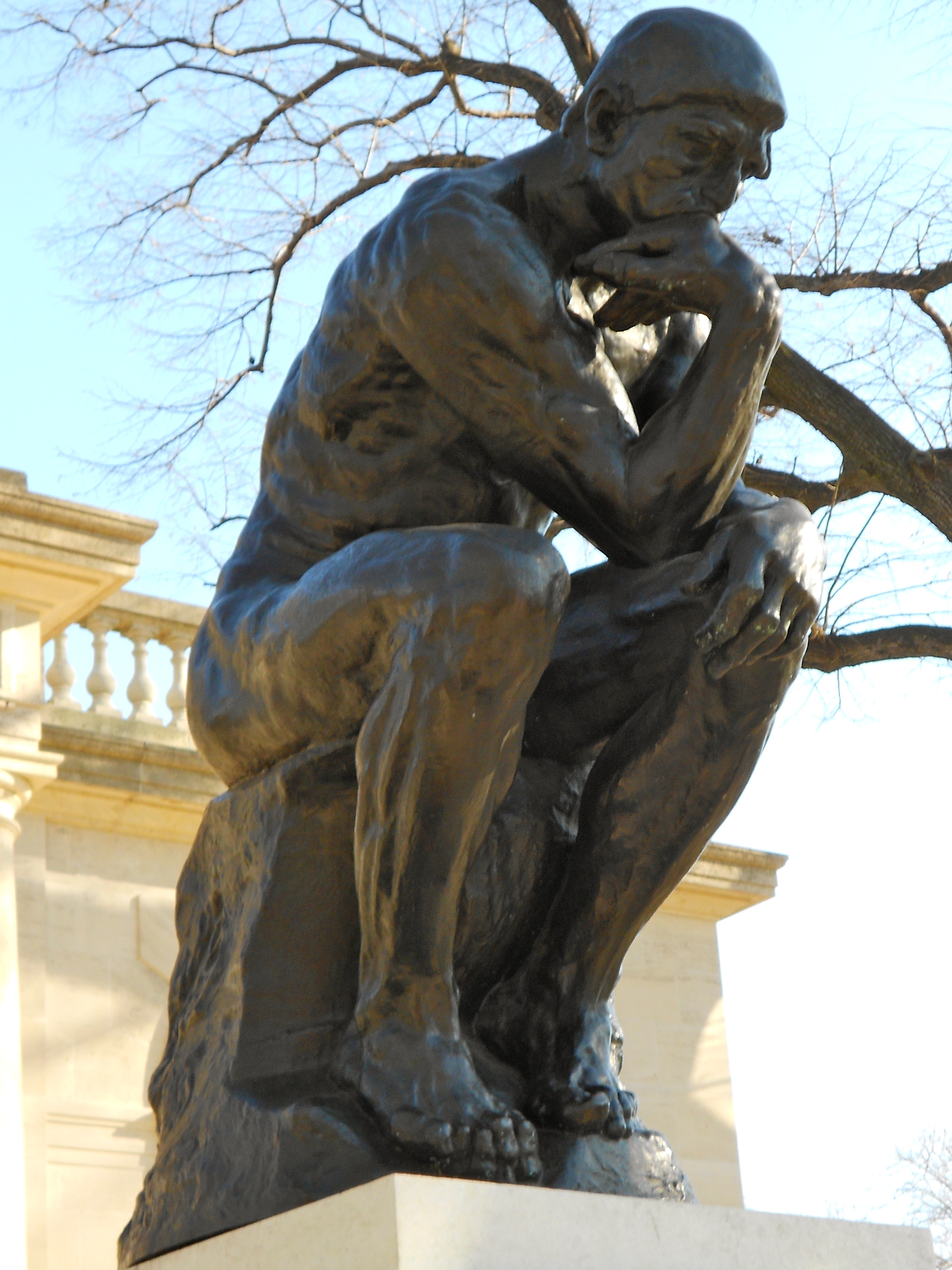
Il pensatore

Il museo fu costruito su progetto dell'architetto franco-americano Paul Philippe Cret e venne inaugurato il 29 novembre 1929.

## Descrizione
Nelle sale e negli spazi esterni sono presenti molte opere dell'artista, tra queste Il pensatore.